# Escudo de Ayllón
El escudo de Ayllón es el símbolo más importante de Ayllón, municipio de la provincia de Segovia, comunidad autónoma de Castilla y León, en España. 

## Descripción
El escudo de Ayllón se blasona de la siguiente manera:

«En campo de oro, un manojo de tres cardos, de una cabecera. de sinople. floridos de púrpura y liados de sable. Timbrado con corona real cerrada.»
Boletín Oficial del Estado nº 265/1979